# Frank-Tilo Becher

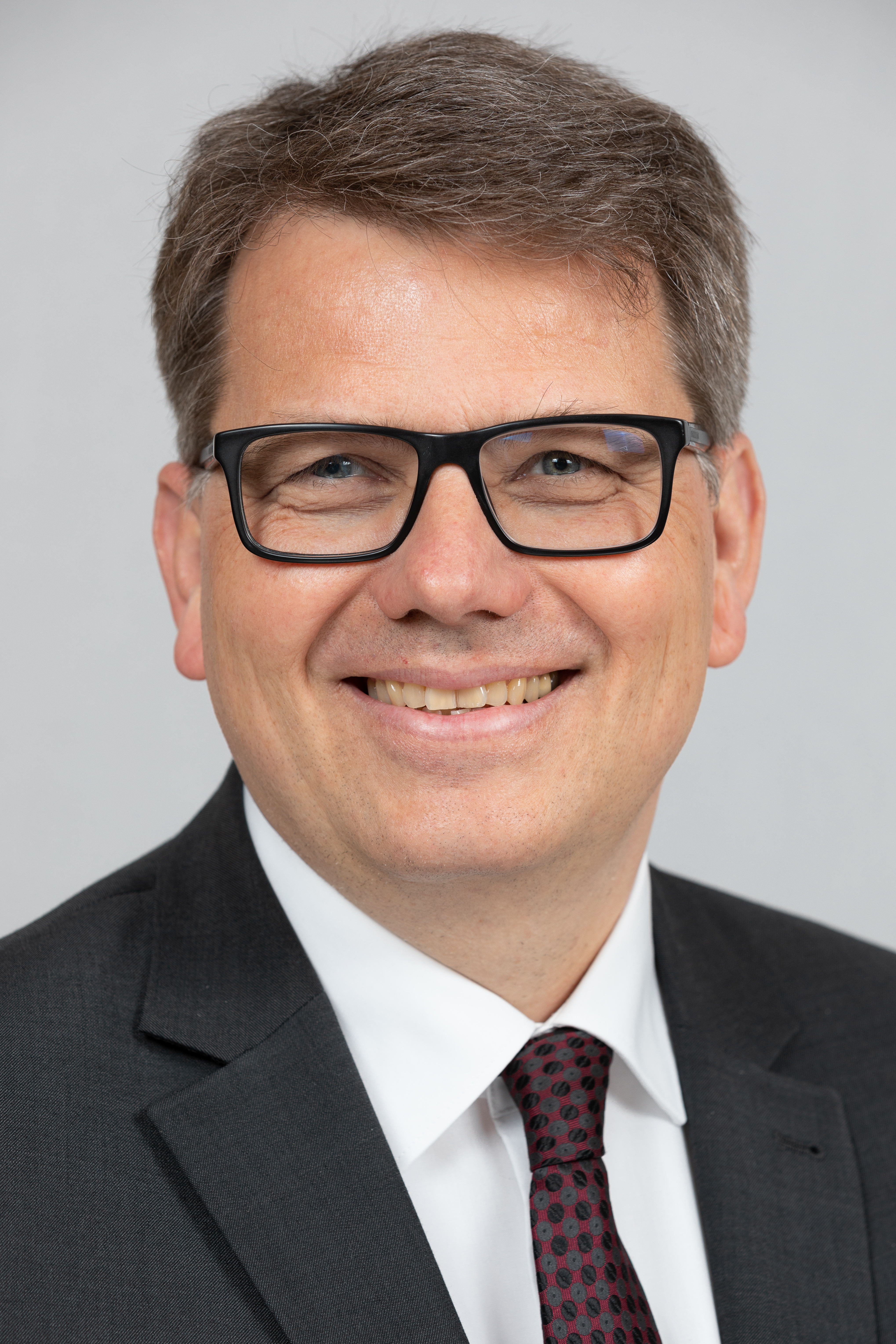
Frank-Tilo Becher (2019)

Frank-Tilo Becher (* 7. Februar 1963 in Frankfurt am Main) ist ein deutscher Politiker (SPD) und ehemaliger evangelischer Pfarrer. Seit 2021 ist er Oberbürgermeister der Stadt Gießen.

## Leben
Frank-Tilo Becher wuchs in Hainstadt bei Offenbach auf und legte im Jahr 1982 sein Abitur an der Einhardschule in Seligenstadt ab. Danach studierte er evangelische Theologie an den Universitäten in Frankfurt am Main und Hamburg. Nach dem Studienabschluss war Becher als Vikar in Wiesbaden-Biebrich tätig. Für ein Jahr wechselte er nach New York zum Lutherischen Weltbund. Er war seit dem Jahr 1994 Pfarrer der Evangelischen Paulusgemeinde Gießen und in den Jahren 2002 bis 2019 Dekan in Gießen. Becher ist seit dem Jahr 2015 Aufsichtsratsvorsitzender der Jugendwerkstatt Gießen gGmbH und gehört seit 2017 der SPD an. Bei der Landtagswahl in Hessen 2018 erhielt er ein Mandat im Hessischen Landtag.
Im Januar 2021 wurde bekannt, dass Becher bei der Oberbürgermeisterwahl in Gießen im September 2021 als Kandidat der SPD antritt.
In der Stichwahl am 24. Oktober 2021 wurde Frank-Tilo Becher mit 55,7 % zum Oberbürgermeister der Universitätsstadt Gießen gewählt. Am 10. Dezember 2021 trat er als Nachfolger von Dietlind Grabe-Bolz sein Amt an. Im Zuge dessen legte er sein Landtagsmandat nieder. Für ihn rückte Nina Heidt-Sommer in den Landtag nach.

## Privates
Becher ist mit der Pfarrerin Jutta Becher verheiratet. Sie haben zwei Töchter und einen Sohn.